# 교황 첼레스티노 4세
교황 첼레스티노 4세(라틴어: Caelestinus PP. IV, 이탈리아어: Papa Celestino IV)는 제179대 교황(재위: 1241년 10월 25일 - 1241년 11월 10일)이다. 본명은 고프레도 카스틸리오니(이탈리아어: Goffredo Castiglioni)이다.
밀라노 태생으로, 교황 우르바노 3세의 조카라고도 전해지지만 두 사람은 서로 아무런 관련이 없다. 1219년 초에 밀라노 교구장 주교의 교회법 고문관으로 등용되기 전까지는 그의 생애에 대해서는 전혀 알려진 바가 없으며, 그를 본 사람도 없다. 교황 그레고리오 9세는 1227년 9월 18일에 그를 산마르코의 교구장 주교 및 추기경에 서임하였으며, 1228년부터 1229년까지 신성 로마 제국 황제 프리드리히 2세에게 충성을 바친 도시들이 있는 롬바르디아와 토스카나에 교황 사절로 파견하였다. 그는 이들 도시들을 교황의 수중 아래 놓으려고 노력했지만, 성공하지 못했다. 1238년 그는 사비나의 주교급 추기경에 서임되었다.
1241년 8월 교황 그레고리오 9세가 선종한 후 엄격한 환경 아래 소집된 콘클라베(교황 선거)에서 첼레스티노가 교황으로 선출되었지만, 이는 그의 죽음을 앞당기는 원인이 되었다. 교황청은 신성 로마 제국의 황제이자 시칠리아의 국왕인 프리드리히 2세와의 격렬한 투쟁으로 분열되어 있었다. 그레고리오 개혁을 지지하는 세력의 추기경들은 프리드리히 2세를 교황의 봉신으로 삼는 것을 목표로 삼았다. 하지만 프리드리히 2세는 바다에서 추기경 두 명을 생포해 교황청에 압력을 행사하였다. 조반니 콜론나 추기경은 프리드리히 2세를 지지했는데, 왜냐하면 당시 사도좌 공석 상태였던 교황청이 콜론나 가문과 적대적인 관계에 있던 마테오 로소 오르시니 원로원 의원의 통제를 받고 있었기 때문이다. 프리드리히 2세의 영향을 막고 교황 선거를 안전하게 실시하기 위하여 로마의 황폐화된 궁전 셉티조디움에 소집된 추기경회의에서 콜론나 추기경은 오르시니의 호위병들에게 붙잡혀 연금되었다. 당시 셉티조디움의 회의실 기와 지붕은 거의 허물어져 비가 샐 정도였다고 하며, 추기경들 중의 한 사람은 병에 걸려 선종하기도 하였다.
시니발도 데 피에스키(훗날의 교황 인노첸시오 4세)를 비롯하여 그레고리오 9세를 측근에서 보좌했던 추기경들은 프리드리히 2세에 대한 강경한 노선을 취하였다. 또 다른 추기경들은 신성 로마 제국과 동맹 관계는 아니었지만, 이탈리아 전쟁의 종식을 원하는 이들로서 협상과 중도 노선을 주창했다. 그런데 프리드리히 2세는 자신이 사로잡은 추기경들이 무사히 풀려나 로마로 돌아가기를 바란다면 자신이 다루기 손쉽게 타협적인 인물인 오토 추기경을 교황으로 선출하라는 불가능한 요구를 교황청 측에 요구하고 있는 실정이었다. 마테오 오르시니가 내세운 후보인 로마노 다 포르토 추기경은 파리 대학교의 학자들을 박해한 전력 때문에 교황으로 선출되기 힘들었다.
결국 최종적으로 나이 많은 고프레도 카스틸리오니가 3분의 2 이상인 10명 중 7명의 추기경들로부터 표를 받아 1241년 10월 25일 교황 첼레스티노 4세로 선출되었다. 그는 교황좌에 불과 17일 밖에 착좌하지 못했으며, 그가 교황으로서 했던 일들 중 유일하게 주목할 만한 것이라고는 마테오 로소 오르시니를 파문한 것이었다. 그는 1241년 11월 10일 고령과 허약한 체질 탓에 선종하였으며, 사후 성 베드로 대성전에 안장되었다.

## 같이 보기
- 교황 목록